# فيلان ستوديوز
فيلان ستوديوز (بالإنجليزية: Velan Studios)‏ هي شركة تطوير ألعاب فيديو أمريكية مقرها في تروي، نيويورك. تأسس الاستوديو في عام 2016 من قبل جوها بالا وكارثيك بالا.

## التاريخ
تأسست الشركة في نوفمبر 2016 من قبل جوها بالا وكارثيك بالا. أسس الأخوان بالا شركة فكيريوس فيجينز في عام 1991 وتركا الشركة في أبريل 2016. وفقًا لمؤسسي الاستوديو، يهدف الاستوديو إلى تطوير «ألعاب تجريبية متطورة»، ومصطلح «فيلان» يرمز إلى «حامل الرمح» في التاميل. في يوليو 2017، نجح الفريق في جمع 7 ملايين دولار من رأس المال الاستثماري لمشروعهم الأول. كانت أول لعبة للاستوديو هي ماريو كارت لايف: هوم سركت. أكمل الفريق أول نموذج أولي للعبة في عام 2017 وأضاءت نينتندو المشروع بعد لقاء الفريق في مقرهم الرئيسي في كيوتو. تستخدم اللعبة سيارات مادية يتم التحكم فيها عن طريق الراديو تستجيب لكيفية لعب اللاعب داخل اللعبة، وكانت فيلان ستوديوز مسؤولة عن تطوير البرنامج، بينما ركزت نينتندو على إنشاء الأجهزة. تلقت اللعبة تقييمات إيجابية بشكل عام عندما تم إصدارها في أكتوبر 2020.
في مارس 2019، أعلنت شركة إلكترونيك آرتس أنها دخلت في شراكة مع فيلان ستوديوز لإطلاق لعبة «الحركة القائمة على الفريق». تم نشر اللعبة في إطار برنامج إي أيه أوريجينالز، وهو مبادرة إي أيه لدعم الألعاب المستقلة. سمح البرنامج للاستوديو بالاحتفاظ بالتحكم الإبداعي الكامل مع تلقي معظم أرباح اللعبة بعد استرداد تكلفة التطوير. صدرت اللعبة في مايو 2021، بعنوان نوكاوت سيتي. جذبت اللعبة 2 مليون لاعب خلال الأسبوع الأول من إصدارها.

## الألعاب
| السنة | اللعبة                    | المنصة (المنصات)                                                                             | الناشر         |
| ----- | ------------------------- | -------------------------------------------------------------------------------------------- | -------------- |
| 2020  | ماريو كارت لايف: هوم سركت | نينتندو سويتش                                                                                | نينتندو        |
| 2021  | نوكاوت سيتي               | ويندوز، نينتندو سويتش، بلاي ستيشن 4، بلاي ستيشن 5، إكس بوكس ون، إكس بوكس سيريس إكس وسيريس أس | إلكترونيك آرتس |

## وصلات خارجية
- الموقع الرسمي (بالإنجليزية)